# 赵世炎
赵世炎（1901年4月13日—1927年7月19日），字琴荪，号国富，笔名施英、乐生、罗敬等，男，汉族，四川酉阳州（今重庆酉阳县）人，中国革命家，中国共产党早期領導人之一，在法國勤工儉學期間，與周恩來等創辦了中國少年共產黨。

## 生平

### 早年
赵世炎1915年赴北京求学，考入国立北京高等师范学校附属中学，英語成績突出。1919年，参加了五四运动，加入少年中国学会。

### 在法國
1920年，他與其他100名留學生一起乘坐法國郵輪阿芒贝尼克号赴法国留学，参与创办旅法共产主义小组。當時第一次世界大戰剛剛結束，法国民生凋敝，很難找到工作。8月，他進入巴黎西郊工业区的一家铁厂工作，負責锯铁、锤铁和卸车。他每天工作8小时，業餘時間閱讀《资本论》等馬克思主義作品，也給中國的《少年》雜誌供稿。在工作了幾個月後，趙世炎失業，之後“阅读法文进步报刊，搜集苏俄情况，经常向国内报告”並聯繫在法中國人。
1921年4月，他進入施耐德鐵廠工作，成為該廠一萬多名華工（全場工人約三萬）之一，負責拉钢条、轧钢板和卸车等雜務。當時在法的許多中國工人沒有人身自由，趙世炎設法為法部分华工解除了合同，使他們重獲自由。為了團結中國工人，他成立了华工组合书记部。
1921年6月中旬，他和周恩来、陈毅發起了巴黎“拒款委员会”，反對北洋政府以印花税、契税和转让滇渝铁路修筑权的代價向法國借款3亿法郎。6月30日，他主持会议，通过了《反对中法借款宣言》。
同年，利用庚子賠款創辦里昂中法大學的李石曾招收親戚子弟，赵世炎与蔡和森發起“争回里大”、佔領里昂中法大學校舍的運動。9月19日，赵世炎和李立三、王若飞、李维汉等人率领來自法國各地的中國學生抵達里昂，21日，作為代表的趙世炎和陈毅、蔡和森與中法大学秘书长褚民谊谈判，但談判破裂。學生們強行佔領校舍。之後，中法大学校长儒班聯繫了驻法公使陳籙，陳籙報警，褚民谊和警察沒收了學生們的护照，並將他們押入兵营。赵世炎和蔡和森等開始絕食抗議，後來趙世炎逃出了兵營，向吴稚晖尋求幫助，但被吳拒絕。最後在章士钊的斡旋下，學生們被遣返回國。
赵世炎選擇留在法國，11月到法國北方尋找工作，為當地華工烧饭、打扫卫生及读报。1922年春夏，赵世炎多次寫信給李立三說：“欧洲方面决定成立一个青年团”，即少年共产党。5月初，赵世炎返回巴黎，正式籌辦少共，“旅欧中国少年共产党”在6月於巴黎成立。同年7月，他又建立了中共旅欧总支部，同周恩来一起擔任委员。

### 回國
1923年，他與陈延年等12人赴苏联莫斯科东方劳动共产主义大学学习。李新在《流逝的歲月》前言中說：
|  | （我）訪問了陳毅。他對留法勤工儉學記得很清楚，因此談得很詳細。他除談了事實經過之外，還提出了一些非常寶貴的意見。他說：“趙世炎當時是黨員，當我們在里昂被抓起來、關起來後，他卻溜之大吉，一直跑到蘇聯去留學；而我們這批被捕的人，則被押送回國。他雖然是我黨著名的烈士，我一直認為他當時這樣的做法是不好的。領頭的黨員當逃兵，在群眾中影響很壞。 |

1924年，趙世炎回国，任中共北京区委委员兼地委委员长。同年12月，任中共中央北方局常委。
1926年，赵世炎被派往上海與周恩來领导上海工人武裝起义，配合国民革命军北伐。
1927年四·一二事件后，留在上海从事中共地下活动。7月2日，赵世炎在虹口北四川路志安坊109号住所被捕。7月19日，在上海枫林桥淞沪警备司令部军法处的刑场被处决。

## 家庭
- 二哥赵世珏
- 三姐赵世兰
- 妹妹赵君陶，妹夫李硕勋。
  - 外甥李鹏，前任中华人民共和国国务院总理、全国人民代表大会常务委员会委员长。
- 妻子夏之栩[5][6][7]
  - 长子赵令超（1926-1939），由邓颖超起名、抚养，在莫斯科瓦斯基诺国际儿童院长大，因感冒恶化为肺炎而夭折，年仅13岁。
  - 次子赵施格（1928-），由周恩来起名，象征“发扬施英的革命风格”，在莫斯科瓦斯基诺国际儿童院长大，毕业于莫斯科钢铁学院，曾在鞍山鋼鐵集團工作，参与筹建鞍钢第二炼钢厂，后投身于核工业研究。
    - 孙子赵新炎，中国电力国际有限公司副总经理

## 作品
- . 北京市: 人民出版社. 2013. ISBN 9787010127149.

## 影视形象
- 《我们的法兰西岁月》，李泓良饰演
- 《觉醒年代》，林俊毅饰演